# Pipaldanda
Pipaldanda – gaun wikas samiti w środkowej części Nepalu  w strefie Bagmati w dystrykcie Sindhupalchowk. Według nepalskiego spisu powszechnego z 2001 roku liczył on 754 gospodarstw domowych i 3901 mieszkańców (2068 kobiet i 1833 mężczyzn).